# 真空床
真空床，是BDSM中的设备。真空床是由乳胶和框架组成，用法为将使用者放置在真空床内，然后使用帮助抽出真空床的內空气，使用者像真空食品一樣密封，並如同呈現如同浮雕般的效果，展現肌肉線條的美感，同時凸顯使用者的無助。

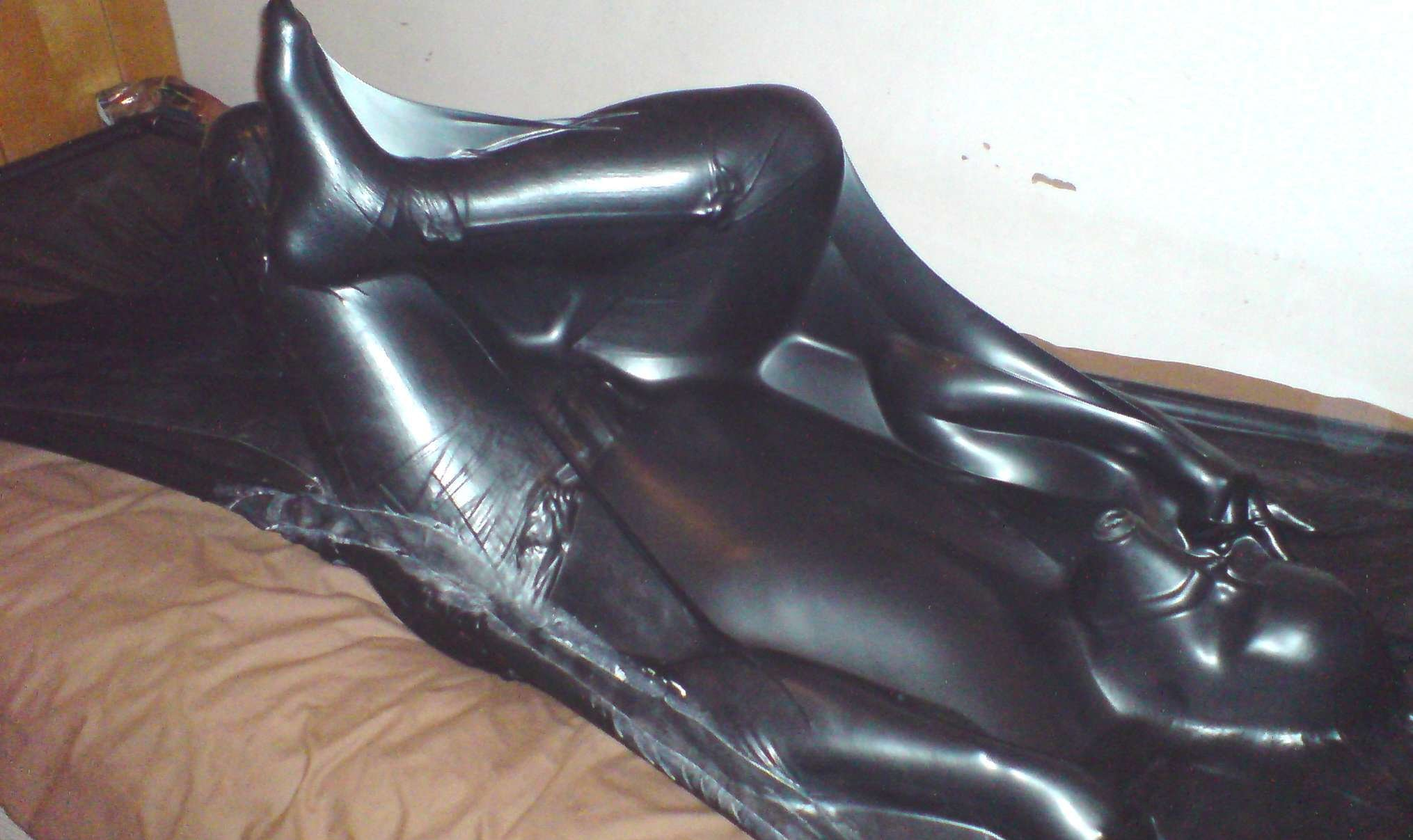
真空床

真空床中有便于呼吸的几种方法。最常见的有用来呼吸的管，第二种为在嘴处有用来呼吸的孔，还有使用防毒面具等器具以便呼吸。
在真空床抽出空气处于真空状态时，真空床内的对象通常无法移动和靠自身能力挣脱，并且不能说话和睁开眼睛。同时會有一定程度的呼吸困難。若在使用过程中在真空床外的对象擅自离开，真空床内人员将可能有窒息风险。
真空床必须在另一个人的帮助才能使用，因为使用者无法对真空床进行真空，也无法自行脱离已经真空的真空床。
使用真空床有体位性窒息的危险性，因此必須有專業人士陪同。